# Adolfo Gandiglio
Adolfo Gandiglio (Susa, 1876 – Fano, 1931) è stato un latinista italiano. 
È considerato uno dei migliori latinisti della sua epoca.  

## Biografia
Per molto tempo fu poco considerato dagli studiosi della filologia e della cultura classica, per il fatto che non fu un caposcuola e che i suoi studi di grammatica latina, pur essendo d'alto livello, avevano una destinazione prevalentemente didattica.
Ebbe una conoscenza piena della prosodia e della sintassi, acquisita tramite un'assidua frequentazione di tutta la latinità, a differenza del suo maestro Gandino.
Dal 1911 alla morte dedicò a Giovanni Pascoli un'attività che doveva portare sia alla definitiva edizione critica dei Carmina sia alla fondazione dell'esegesi sotto forma di note e traduzioni.
Insegnò come professore di latino e greco al liceo classico Nolfi di Fano, città nella quale gli è stata intitolata una scuola secondaria di primo grado.

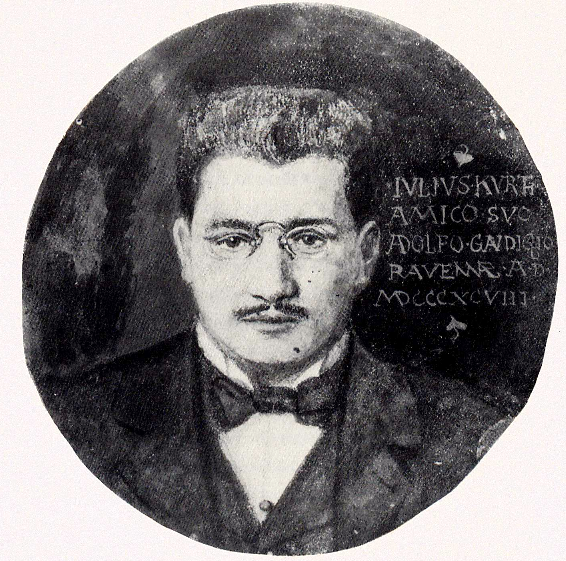
Adolfo Gandiglio

## Opere principali
- Corso di lingua latina, Bologna, Zanichelli, 1936, volumi, 23 cm.
- Sintassi latina, in Per la terza classe ginnasiale, Bologna, Zanichelli, 1935. - XIV, 224 p., 24 cm.
- Cantores Euphorionis: sulle relazioni tra Cicerone e i poeti della nuova scuola romana, Bologna  Nicola Zanichelli, 1904. V, 130 p. ; 23 cm.
- Osservazioni intorno alla sintassi di concordanza in latino, aggiunte e correzioni alle grammatiche.